# Dennis Eckersley
Dennis Lee Eckersley (ur. 3 października 1954) – amerykański baseballista, który występował na pozycji miotacza przez 24 sezony w Major League Baseball.
Eckersley po ukończeniu szkoły średniej został wybrany w 1972 roku w trzeciej rundzie draftu przez Cleveland Indians i początkowo grał w klubach farmerskich tego zespołu, między innymi w San Antonio Brewers, reprezentującym poziom Double-A. W MLB zadebiutował 12 kwietnia 1975 w meczu przeciwko Milwaukee Brewers. 30 maja 1977 w spotkaniu z California Angels rozegrał no-hittera. W tym samym roku po raz pierwszy wystąpił w All-Star Game.
W marcu 1978 w ramach wymiany zawodników przeszedł do Boston Red Sox, w którym grał przez sześć sezonów. W listopadzie 1984 podpisał kontrakt jako wolny agent z Chicago Cubs, zaś w kwietniu 1987 w ramach ponownej wymiany przeszedł do Oakland Athletics. Po trzynastu latach występów jako starting pitcher, został przesunięty  przez ówczesnego menadżera Athletics Tony'ego La Russa na pozycję relievera. W sezonie 1988 w American League Championship Series, w których Athletics pokonali Boston Red Sox 4–0, zagrał we wszystkich meczach jako closer, zaliczył 4 save'y i został wybrany najbardziej wartościowym zawodnikiem tej serii. W World Series Athletics przegrali jednak z Los Angeles Dodgers 1–4. W tym samym sezonie zwyciężył w klasyfikacji pod względem liczby save'ów (45).
W 1989 wystąpił w dwóch spotkaniach World Series, w których Athletics pokonali San Francisco Giants 4–0. W sezonie 1992 zaliczył ponownie najwięcej save'ów w lidze (51), miał 7–1 win-loss record przy wskaźniku ERA 1,91 i został wybrany MVP American League oraz otrzymał nagrodę Cy Young Award. W lutym 1996 przeszedł do St. Louis Cardinals, zaś w grudniu 1997 do Boston Red Sox, w którym zakończył karierę.
W 2004 roku został wybrany do Galerii Sław Baseballu. W całej karierze zaliczył 390 save'ów co jest szóstym wynikiem w tej klasyfikacji w historii Major League Baseball.
| Nagroda/wyróżnienie             | Lata                               | Źródło |
| MVP American League             | 1992                               | [ 10 ] |
| 6× All-Star                     | 1977, 1982, 1988, 1990, 1991, 1992 | [ 3 ]  |
| AL Rolaids Relief Man Award     | 1988, 1992                         | [ 14 ] |
| zwycięzca w World Series        | 1989                               | [ 9 ]  |
| ALCS MVP                        | 1988                               | [ 7 ]  |
| Baseball Hall of Fame           | od 2004                            | [ 12 ] |
| #43 zastrzeżony przez Athletics | 2005                               | [ 15 ] |